# Bartolomé Colón
Bartolomé Colón (nombre en italiano: Bartolomeo Colombo; Génova, 13 de septiembre de 1460-Concepción, de la isla La Española, 11 de diciembre de 1514) fue un navegante y cartógrafo genovés, hermano de Cristóbal y Diego Colón, primer adelantado y segundo gobernador general de Indias, además de colaborador de su hermano mayor en sus viajes.

## Biografía

### Origen familiar y primeros años
Hijo de Domenico Colombo y Susanna Fontanarossa, es el hermano menor del mucho más conocido Cristóbal Colón. Como en el caso de su hermano mayor, el lugar de su nacimiento ha sido discutido. De sus declaraciones en los «pleitos colombinos» se desprende que pudo nacer hacia 1462. 
Se mudó con Cristóbal a Portugal después de 1480. Trabajó como cartógrafo en Lisboa, uno de los principales centros de conocimientos náuticos y cartográficos de la época, junto con su hermano Cristóbal, con el que compartía la llamada «empresa de las Indias», plan para abrir una vía alternativa al comercio de las especias procedentes de las Indias orientales, mediante la navegación por el oeste hasta alcanzar Asia. 
Es posible que participase en la expedición de Bartolomé Díaz al cabo de Buena Esperanza entre 1487 y 1488. A su regreso marchó a Inglaterra y Francia, mientras Cristóbal se establecía en España, con objeto de intentar persuadir a los respectivos monarcas de iniciar esta empresa.

### Adelantado y gobernador general de Indias
Trabajaba como cartógrafo al servicio de Ana de Francia cuando a mediados de 1493 le llegó una carta de su hermano comunicándole el descubrimiento y llamándole a reunirse con él en Barcelona. Cuando Bartolomé llegó a la ciudad condal Cristóbal ya había partido para su segundo viaje.
Financiado por la Corona española, que puso a sus órdenes una pequeña flota, pudo viajar a la isla de La Española donde llegó el 24 de junio de 1494. Permaneció en la isla durante seis años y medio (1494-1500) quedando como gobernador general con el título de adelantado durante la ausencia de su hermano, que en junio de 1496 retornaba a España tras el segundo viaje.
Entre 1496 y 1498, exploró la desembocadura del río Ozama, en la costa sur de la isla y fundó la ciudad de Nueva Isabela, en la orilla oriental del río Ozama, devastada por un ciclón y refundada en 1502 en la orilla opuesta por el nuevo gobernador Nicolás de Ovando, quien la bautizó con el nombre de Santo Domingo de Guzmán, el actual Santo Domingo, capital de la República Dominicana. 
En 1497, en ausencia de su hermano, estalló la revuelta encabezada por Francisco Roldán al frente de un grupo de descontentos por no haber percibido sus pagas. Tras intentar hacerse con la única carabela que se encontraba en el puerto, Roldán y los suyos se refugiaron en el interior de la isla, cometiendo todo género de tropelías. De vuelta en Santo Domingo en agosto de 1498 Cristóbal Colón pactó un acuerdo con Roldán, enviando ambos sus informes a la Corona. Colón reclamó también el envío de funcionarios reales.
Pero todavía estallaron nuevos enfrentamientos en los que Roldán volvía a ser protagonista. Bartolomé Colón hizo encerrar a dieciséis revoltosos en un pozo. En esas circunstancias llegó a la isla el 23 de agosto de 1500 Francisco de Bobadilla, con cargo de juez pesquisidor y gobernador de La Española.

### Prisión y confiscación de los bienes
Al llegar Bobadilla a Santo Domingo únicamente se encontraba allí su otro hermano Diego Colón. Dos días más tarde hizo leer en la iglesia su nombramiento, exigiendo a Diego la liberación de los presos. Como este se negó a reconocer su autoridad, alegando que el título de almirante de su hermano estaba por encima, Bobadilla ordenó su prisión y la confiscación de los bienes de los hermanos.
Tras tomar posesión de la fortaleza, Bobadilla liberó a sus presos e inició una investigación secreta en la que participaron todos los enemigos de los Colón. En sus pesquisas Bobadilla interrogó a veintidós testigos acerca de si los Colón habían intentado sublevarse contra él, si impedían el bautismo de los indígenas y sobre el modo de impartir justicia.
En septiembre, requerido por Bobadilla, Cristóbal se presentó en Santo Domingo y escribió a su hermano Bartolomé, quien se encontraba en Jaragua con Roldán reprimiendo una revuelta, para que acudiese pacíficamente a Santo Domingo y acatase las órdenes del pesquisidor. En cuanto llegó a Santo Domingo fue encarcelado junto con sus hermanos y enviado con ellos a España a principios de octubre de 1500.

### Indulto real y confirmación como adelantado
El 25 de noviembre llegaron a la península, permaneciendo presos hasta que los reyes tuvieron conocimiento de ello y ordenaron su libertad y que se les hiciese entrega de dos mil ducados. El 17 de diciembre de 1500 se presentaron ante los Reyes Católicos en Granada y el almirante se echó a llorar, consolado por la reina, pero Bartolomé no lloró ni se arrodilló. Altanero les dijo que le habían hecho venir, que había perdido seis años de su vida pasando peligros y penalidades en el Nuevo Mundo, y que ahora que estaba todo hecho era vejado y deshonrado, por lo que si ya no se le necesitaba reclamaba que se le pagasen todos sus sueldos, que con ellos reharía su vida.
Tras el indulto real, Bartolomé acompañó de nuevo a su hermano Cristóbal en el último de sus cuatro viajes (1502-1504). En 1506 se dirigió a Roma para solicitar el apoyo de la orden de los Jerónimos y el del propio papa Julio II, al que llevó una copia de la carta que su hermano le había escrito al rey Fernando en 1503 dándole cuenta de sus últimas exploraciones. La operación tuvo cierto éxito porque el papa le escribió al monarca aragonés y al cardenal Cisneros sendas cartas elogiosas con la familia Colón. Al cardenal, que por entonces era regente de Castilla, le exhortó a que respetase las capitulaciones y privilegios del nuevo almirante, Diego Colón.
Al fallecer Pedro de Estopiñán el 3 de septiembre de 1505 antes de pasar al Nuevo Mundo, siendo el nominal segundo adelantado y quinto gobernador general de Indias, Nicolás de Ovando permaneció hasta 1509 como cuarto gobernador general y Bartolomé Colón seguiría utilizando el título de primer adelantado con confirmación real hasta su fallecimiento.

### Posesión de la isla de Mona y fallecimiento
En 1509 viajó de nuevo a las Antillas en compañía de su sobrino Diego, pero no tardó en retornar a Castilla en donde el regente del reino, el soberano Fernando II de Aragón, le confirmó la posesión de la isla de Mona, próxima a Puerto Rico. 
Finalmente el adelantado Bartolomé Colón falleció el 11 de diciembre de 1514 en la ciudad de Concepción de la isla La Española, dejando como único heredero a su sobrino Diego Colón. Fue enterrado en el convento de San Francisco de Santo Domingo, primer monasterio que esta orden tuvo en la isla.
La sepultura fue mencionada por el segundo almirante Diego Colón en su segundo testamento del 9 de septiembre de 1523. Diego Colón Muñiz apoderó a su tío Diego Colón junto al tesorero Sancho de Matienzo, para que tomaran posesión, en su nombre, de los bienes que dejó Bartolomé. Y así, el almirante le dirigió una carta a Matienzo en la cual dice:

[...] porque en Las Cuevas él (Bartolomé) tyene un arca, que en poder del Padre Don Gaspar está, çierta cantidad de dineros… asimismo porná vuestra merced por ynventario otras arcas que ay tyenen en poder del padre don Gaspar, todo lo que en ellas está, escripturas y cartas de marear, e una esfera grande y todo lo demás que oviere suyo, lo cual tenga todo el padre don Gaspar por memoria [...] el arca que dicho tengo en que está el dicho dinero tyene dos llaves, la una está en poder del padre don Gaspar y la otra tyene un padre que se dice don fray Bartolomé Guerrero.

## Actividad como cartógrafo

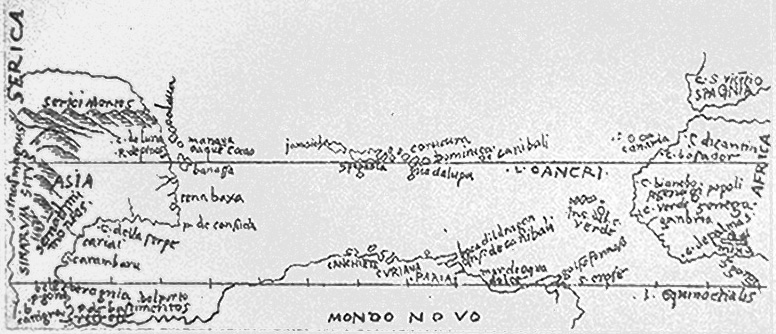
Códice Zorzi, mapa de las Indias occidentales antiguamente atribuido a Bartolomé Colón.

Bartolomé Colón debió dibujar numerosos mapas, según las fuentes contemporáneas. Hacia 1513 le envió al rey desde Santo Domingo «una carta y pintura de las Islas». También consta que Pietro Mártir vio un mapa comenzado por Cristóbal Colón y corregido por su hermano. No se conserva sin embargo ningún mapa firmado con su nombre. Se le han atribuido dos mapas manuscritos de la Española que muestran un gran número de iglesias y que se incluyeron en dos copias de las Décadas de Mártir, así como un mapa impreso de las Indias incluido en otros ejemplares de ese mismo libro; pero otros historiadores consideran ese mapa obra de Andrés Bernáldez.
Durante un tiempo se le atribuyeron también a Bartolomé Colón tres esbozos de mapas de las tierras ecuatoriales conservados en el Códice Zorzi de la Biblioteca Nacional Central de Florencia. Son anotaciones dibujadas en los márgenes de una colección miscelánea de textos compilada por el veneciano Alessandro Zorzi. El códice incluye una informatione del viaje de Bartolomé Colón a Veragua y la carta escrita por Cristóbal Colón desde Jamaica.
Zorzi escribió en la citada informatione que había comprado, a través de un religioso romano, «un dibujo de las costas de tales tierras» de la mano de Bartolomé. Ello llevó a historiadores como Wieser a suponer que se refería a los mapas dibujados en los márgenes del propio códice. Sin embargo, estos mapas son muy esquemáticos y representan regiones mucho más amplias que las costas de Veragua o Jamaica, además de utilizar algunos topónimos diferentes a los acuñados por Colón. Por ello, hoy día se considera que estos tres esbozos no fueron obra de Bartolomé Colón sino del propio Zorzi. No obstante, el texto de Zorzi confirma que Bartolomé Colón sí dibujo un mapa de algunas zonas del Caribe, hoy desaparecido.